# Kościół Matki Boskiej Śnieżnej w Krakowie
Kościół Matki Boskiej Śnieżnej – zabytkowy rzymskokatolicki kościół parafialny oraz konwentualny dominikanek, znajdujący się w Krakowie, w dzielnicy I Stare Miasto przy ul. Mikołajskiej 21, na Starym Mieście. Zwany jest też na Gródku.
Fundatorką kościoła i klasztoru Dominikanek była Anna z Branickich Lubomirska. Fundacja miała stanowić jej wotum za zwycięstwo pod Chocimiem. W latach 1627–1632 wybudowano klasztor (wykorzystując fragment średniowiecznych murów obronnych miasta), a w 1632 położono kamień węgielny pod budowę kościoła. Konsekracja świątyni odbyła się dwa lata później.
Patronką kościoła została Matka Boska zwana Śnieżną. Jej kult rozwinął się szczególnie silnie po zwycięstwie wojsk polskich pod Chocimiem w 1621. Współtwórcą tego militarnego sukcesu był syn fundatorki Stanisław Lubomirski, a portret Anny Lubomirskiej wisi do dziś nad wejściem do zakrystii. Kościół spłonął w czasie potopu szwedzkiego, zniszczenia jednak szybko naprawiono. Raz jeszcze niebezpieczeństwo zawisło nad kościołem w roku 1768 podczas walk o Kraków konfederatów barskich z wojskami rosyjskimi.
Kościół jest budowlą wczesnobarokową, jednonawową, zbudowaną na planie prostokąta. Ołtarz główny pochodzi z 1931 i widnieje w nim obraz Matki Boskiej Śnieżnej z 1 poł. XVII wieku. Według tradycji sprowadzony z Rzymu i poświęcony przez papieża Urbana VIII. Wokół ołtarza zgromadzono srebrne wota, pochodzące głównie z XIX wieku. Ołtarze boczne i ambona pochodzą z XVII wieku.
Z obrazem Matki Boskiej Śnieżnej związana jest legenda mówiąca, że w czasie pożaru w 1638 widziano Madonnę podobną do tej z obrazu, która swoim płaszczem okrywała budynki klasztorne i kościół, chroniąc je przed zniszczeniem. Podobno widziano ją raz jeszcze podczas potopu szwedzkiego także chroniącą ‘Gródek’ przed zagładą.
Do dzisiaj, od strony Plant, na klasztornym murze przy zachowanym fragmencie Bramy Rzeźniczej, dziś stanowiącej część zabudowań klasztornych, widnieje wizerunek Matki Boskiej adorowanej przez św. Katarzynę i św. Dominika, którą w Krakowie zwykło się nazywać „Madonną Szwedzką”.

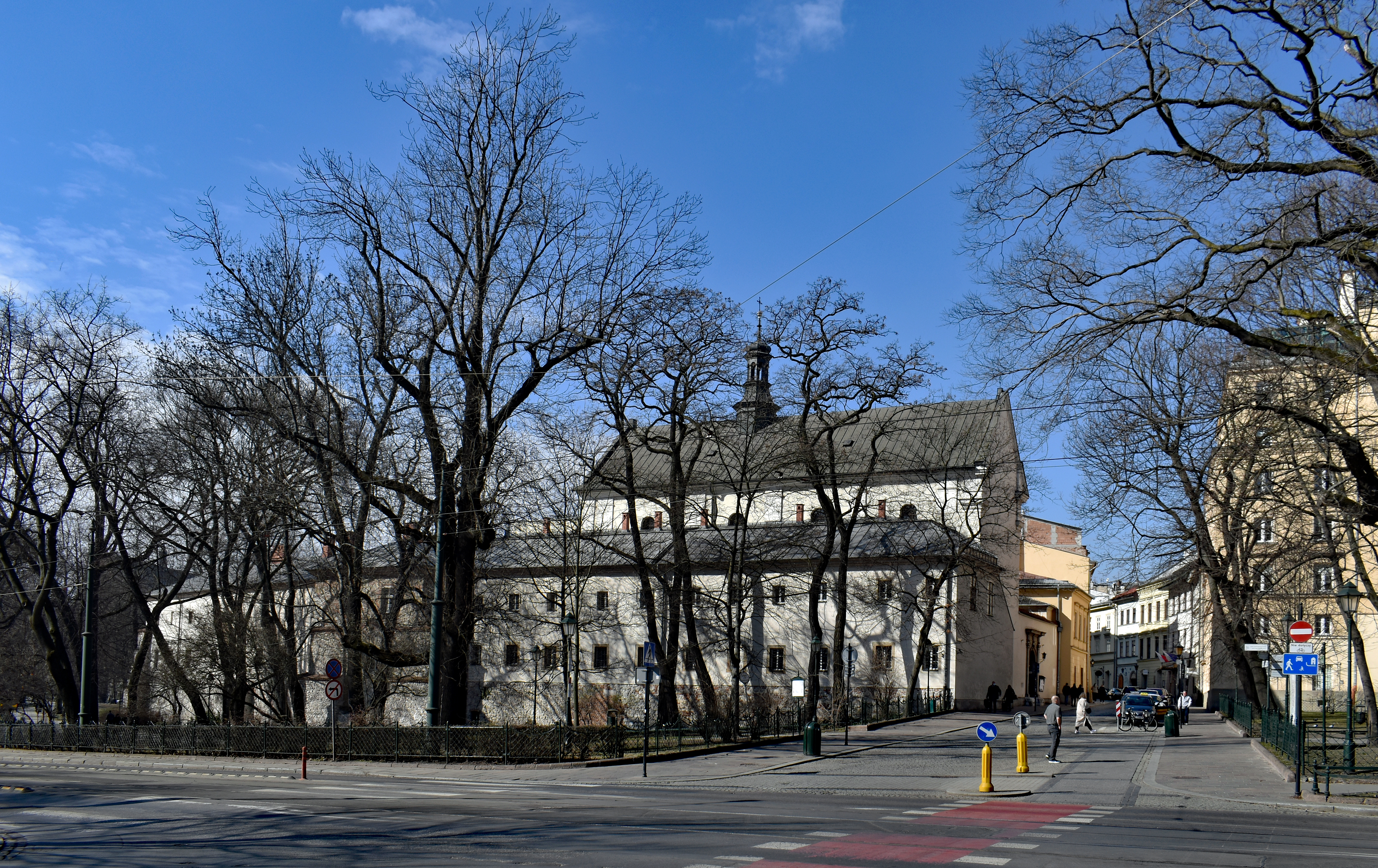
Gródek. Kościół i klasztor ss. dominikanek.
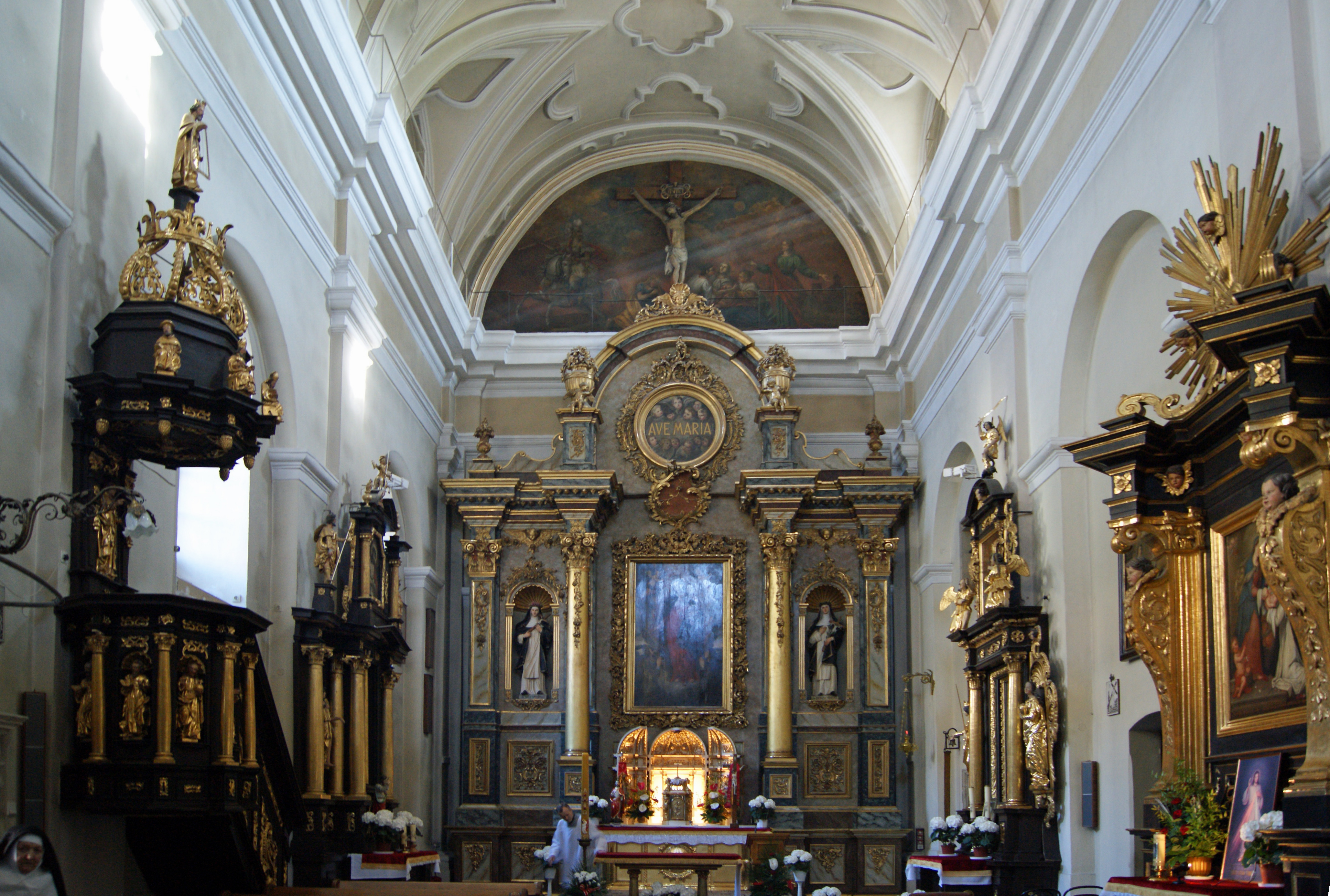
Wnętrze kościoła.
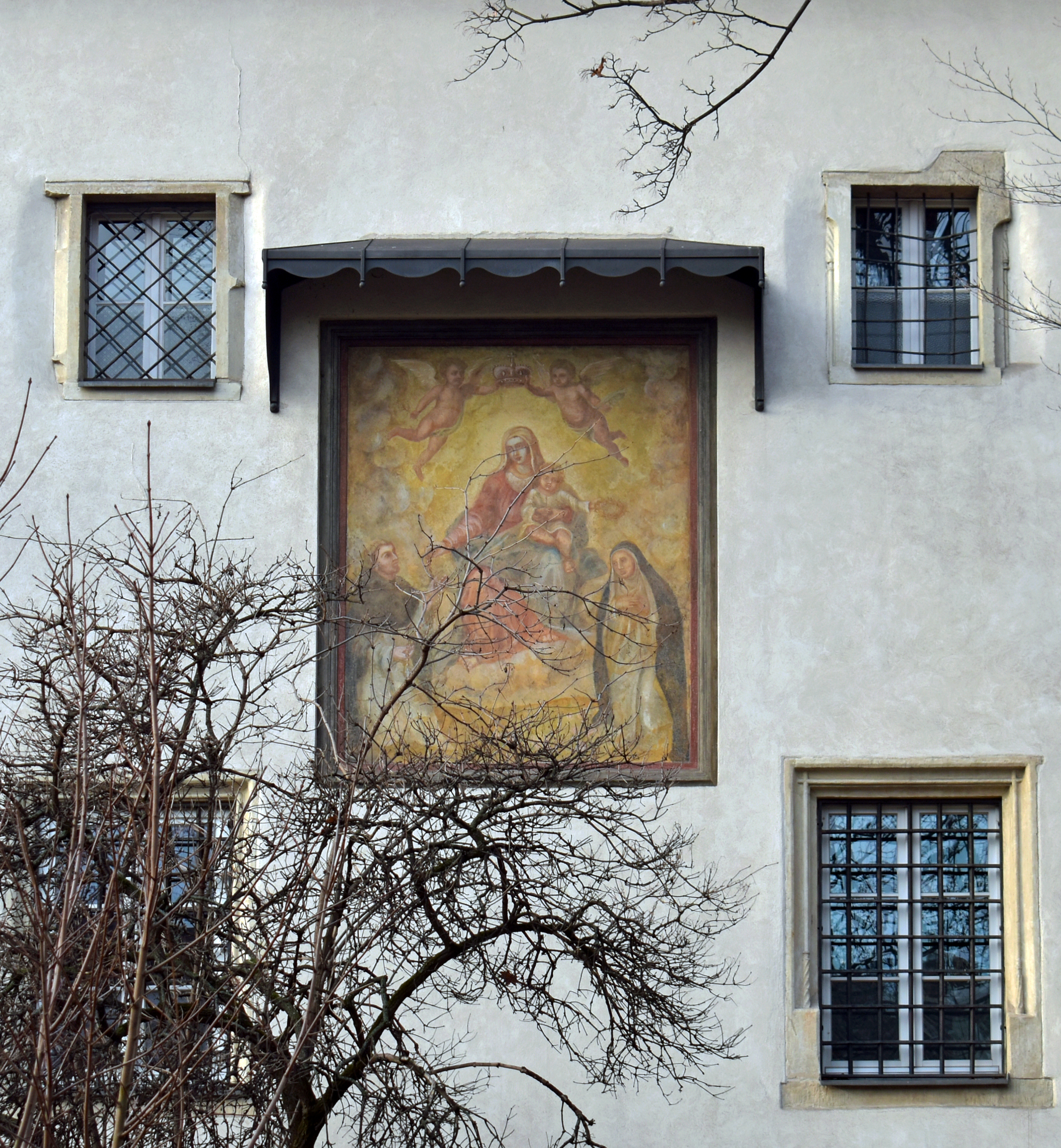
„Madonna Szwedzka”. Matka Boża Różańcowa adorowana przez św. Dominika i św. Katarzynę.
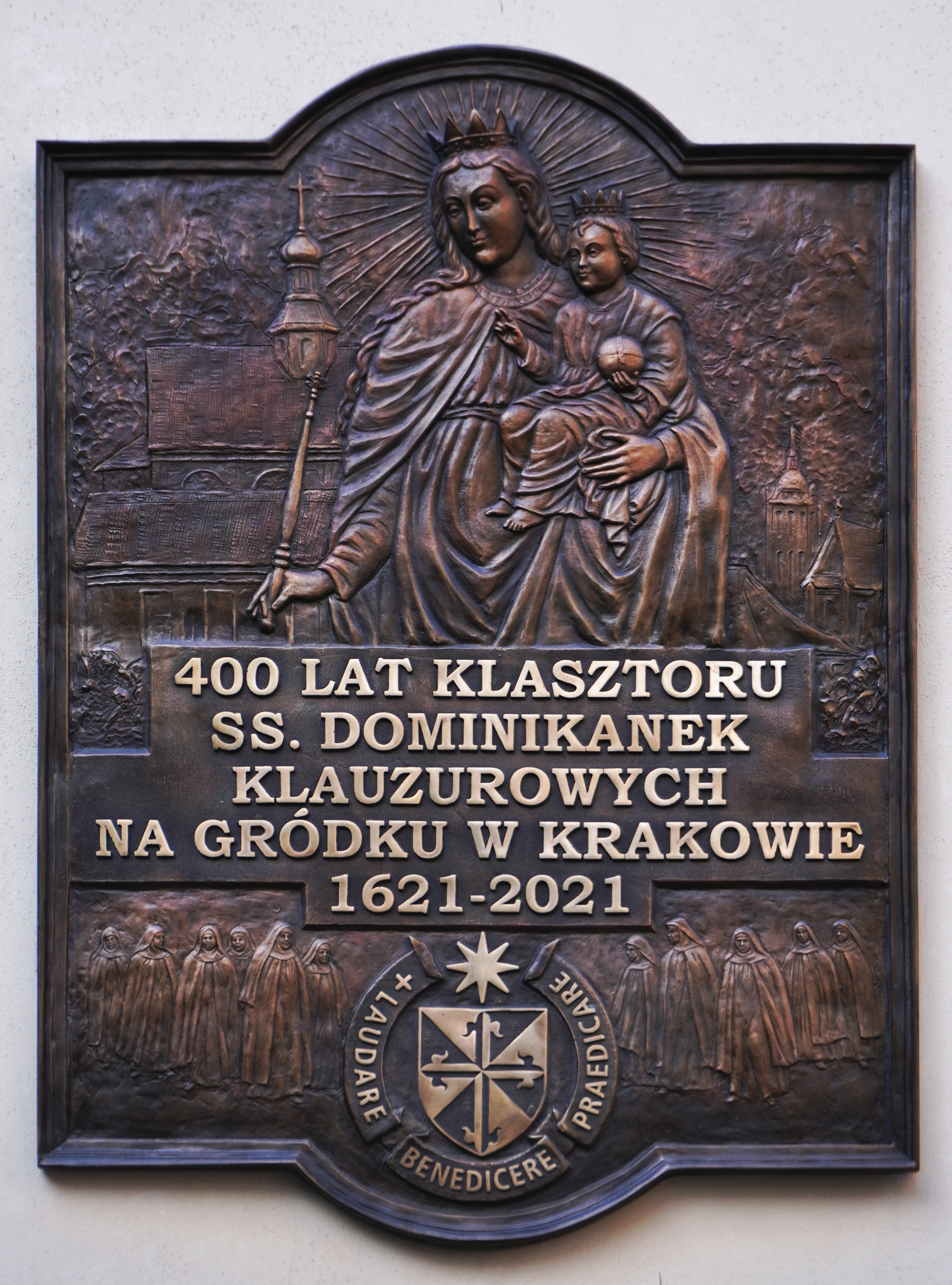
Tablica upamiętniająca jubileusz 400-lecia klasztoru ss. Dominikanek na Gródku, wmurowana w 2021